# 87North Productions
87North Productions (раніше 87 Eleven Productions) — американська кіновиробнича компанія, яка зосереджена на виробництві бойовиків, заснована Девідом Літчем і Келлі Маккормік. Їх авторські постановки включають «Ніхто» з Бобом Оденкірком у головній ролі та «Поїзд-куля» з Бредом Піттом у головній ролі, який режисерував Літч. На телебаченні Літч і МакКормік розробляють кілька проєктів, зокрема «Мій друг Педро», заснований на популярній серії відеоігор.
Згідно з першою угодою з Universal, 87North зараз знаходиться на стадії попереднього виробництва, де Літч буде режисером, а МакКормік і Літч — продюсерами The Fall Guy, великого екрана телевізійного шоу 1980-х років із Раяном Гослінгом і Емілі Блант у головних ролях.

## Історія
22 квітня 2019 року Девід Літч і Келлі МакКормік створили компанію 87North Productions у партнерстві з Universal Pictures і в процесі придбали фільм 2021 року Ніхто у STX Entertainment.

### Проєкти в розробці
Проєкти 87North, які розробляються Universal, це: продовження бойовика «Ніхто 2» ; Prepare For Impact Kung Fu, переосмислення вестерну бойових мистецтв 1970-х років; Проти Алекса Литвака та Майкла Фінча в Universal Studios. Також у розробці повнометражні фільми Ruby, жіночий бойовик-убивця, написаний Кет Вуд для Amazon; Ралі «Дакар» — історія життя Ютти Кляйншмідт, першої та єдиної жінки, яка виграла жорстоку гонку на витривалість по бездоріжжю в Амбліні. Для телебачення Літч і МакКормік розробляють кілька проєктів, зокрема «Мій друг Педро», заснований на надзвичайно популярній відеогрі.

## Виробництво

### Фільми
| Рік  | Назва               | Режисер              | Дистриб'ютор       | Бюджет       | Збори       |
| ---- | ------------------- | -------------------- | ------------------ | ------------ | ----------- |
| 2019 | Джон Уік 3          | Чад Стагельський     | Lionsgate          | $75 млн.     | $327,7 млн. |
| 2021 | Ніхто               | Ілля Найшуллер       | Universal Pictures | $16 млн.     | $57,5 млн.  |
| 2021 | Кейт                | Седрік Ніколас-Троян | Netflix            | $25 млн.     | —           |
| 2022 | Швидкісний потяг    | Девід Літч           | Sony Pictures      | $85,9 млн.   | $239 млн.   |
| 2022 | Денна зміна         | Джей Джей Перрі      | Netflix            | $100 млн.    | —           |
| 2022 | Люта нічка          | Томмі Віркола        | Universal Pictures | $20 млн.     | $76,5 млн.  |
| 2023 | Джон Уік 4          | Чад Стагельський     | Lionsgate          | $100 млн.    | $440,1 млн. |
| 2024 | Каскадер            | Девід Літч           | Universal Pictures | $125 млн.    | $127,4 млн. |
| 2025 | Любов зла           | Джонатан Еусебіо     | Universal Pictures | $18 млн.     | Н/Д         |
| 2025 | Балерина            | Лен Вайсман          | Lionsgate          | В очікуванні | Н/Д         |
| 2025 | Ніхто 2             | Тімо Тьяджанто       | Universal Pictures | В очікуванні | Н/Д         |
| 2026 | Як пограбувати банк | Девід Літч           | Amazon MGM Studios | В очікуванні | Н/Д         |
| Н/Д  | Балерини в драйві   | Вікі Джевсон         | Prime Video        | В очікуванні | Н/Д         |